# كارول فولر
كارول فولر (بالإنجليزية: Carol Fowler)‏ هي عالمة نفس أمريكية، ولدت في 20 نوفمبر 1949 في بروفيدنس في الولايات المتحدة.